# Helena Percas de Ponseti
Helena Percas de Ponseti (València, 17 de gener de 1921 - Iowa, 1 de gener de 2011) fou una escriptora, assagista, investigadora i educadora.
Es va llicenciar en Lletres a l'Institut Maintenon de París, el seu Mestratge en lletres al Barnard College i el seu Doctorat en Lletres a la Columbia University, de Nova York, Estats Units.
Percas va ser professora en el Departament d'Espanyol del Grinnell College de Iowa, durant més de quaranta anys, entre 1948 i 1990. En retirar-se, se la va nomenar Professora Emèrita, i deu anys després, va establir el premi anual Helena Percas de Ponseti Sènior Award in Spanish al millor alumne en Espanyol, i un fons per a investigació de la cultura hispànica. D'igual manera, Helena Percas va donar la seva molt completa i valuosa col·lecció de llibres escrits per dones llatinoamericanes a la universitat.

## Obres publicades
- La poesia femenina argentina (1810-1950).
- La cueva de Montesinos, Revista Hispánica Moderna (Homenatge a Federico de Onís, I), XXXIV (1968), pàg. 376-399.
- Cervantes y su concepto del arte, Gredos, Madrid, 1975, 2 vols.
- Sobre el enigma de los dos Cervantes, The American Hispanist, II (1977), pàg. 9-11.
- Los consejos de Don Quijote a Sancho, Cervantes and the Renaissance, ed. M.D. McGaha, Juan de la Costa, Newark, 1980, pàg. 194-236.
- Authorial Strings: A Recurrent Metaphor in DQ», Cervantes, I %[1-2] (1981), pàg. 51-62.
- Tate, tate, follonzicos... Once Again: The Metamorphosis of a Locution, Cervantes, VII %[2] (1987), pàg. 85-89.
- Cervantes the Writer and Painter of «Q.», University of Missouri Press, Columbia, 1988.
- A Revision: Cervante's Writing, Cervantes, IX %[2] (1989), pàg. 61-65.
- Cervantes y su sentido de la lengua: traducción, Actas II, 1991, pàg. 111-122.
- Nota a la nota sobre una nota: "impressa", no "empressa", Cervantes, XV %[1] (1995), pàg. 164-166.
- ¿Quién era Belerma?, Revista Hispànica Moderna, XLIX (1996), pàg. 375-392.
- Norah Lange y su Poesía, Hispania, Vol. 36, No. 1 (Febr., 1953), pàg. 79-84.
- Maria Dhialma Tiberti, promesa para la Argentina, Estudio, Revista Iberoamericana XVIII/36 (març 1953):361-368.